# Manoir de Ponsay
Le manoir de Ponsay est un monument historique du XVe siècle. C'est un édifice situé sur la commune de Chantonnay (Vendée, France).

## Histoire
Le manoir de Ponsay existe depuis le XVe siècle. Vers 1740 Philippe François Gorin de Ponsay modifie la façade du vieux manoir. À la fin du XIXe siècle Gilbert de Ponsay transforme la tour donjon. Actuellement le manoir de Ponsay est un gîte rural.

## Architecture
Le Manoir de Ponsay possède plusieurs architectures:
- Un corps central flanqué d'une tour et d'un pavillon.

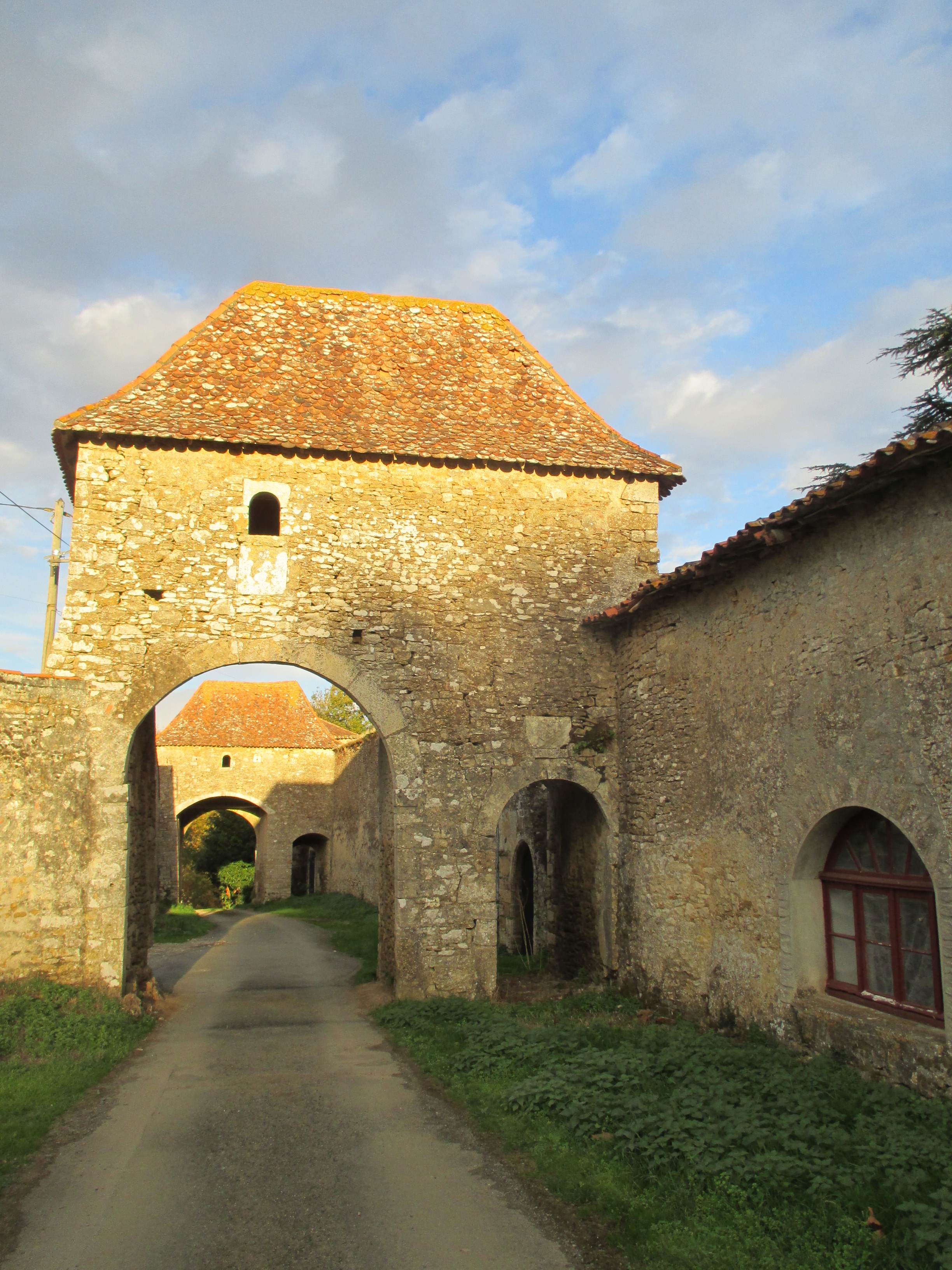
Vue des pavillons du chemin de "Charlemagne"

- Deux pavillons semblables séparés d'une trentaine de mètres reliant le manoir à la ferme, ils enjambent le chemin dit « Charlemagne » allant de Chantonnay à Sigournais. Les armoiries sont celles des Grignon et des Ausseure et datent ces constructions de la seconde moitié du XVIe siècle.
- La fuie se situe à l'écart du manoir. La fuie est couverte de tuiles à écailles et le clocheton central en zinc au faîte de la toiture est la seule pièce rajoutée au XIXe siècle. La porte d'entrée est imposante et est surmontée par deux pierres sculptées. L'une des pierres sculptées porte la date de 1591 et l'autre deux armoiries placées dans un cercle de cordelières. Trois clés sur le premier blason appartenant à la famille de Grignon. Le second blason possède le pélican et sa pitié qui correspond aux armes de la famille d'Ausseure.

L'intérieur de la fuie possède au total 1963 trous de boulins servant autrefois de nichoirs à pigeons. Au centre de la fuie, il y a un mât tournant dans la charpente.